# Taylor Pischke
Taylor Mackenzie Pischke (Winnipeg, 18 aprile 1993) è una giocatrice di beach volley canadese.